# عرب سرنگ
عرب سرنگ ، روستایی از توابع بخش مرکزی شهرستان گنبد کاووس در استان گلستان ایران است.

## جمعیت
این روستا در دهستان آق‌آباد قرار داشته و براساس سرشماری سال ۱۳۹۵جمعیت آن۱٬۴۳۶نفر (۲۱۵خانوار) بوده است.